# Sébastien Patrice
Pour les articles homonymes, voir patrice.
Sébastien Patrice est un escrimeur français pratiquant du sabre. Il a été médaillé de bronze aux jeux olympiques de Paris 2024. Il reçut sa médaille de bronze lors de l'épreuve par équipes. C'est un des meilleurs sabreurs français. Il est également classé dans le top mondial. Il a un style de jeu très singulier utilisant des techniques particulières tel que "l'oiseau" avec un taux de réussite de 60%.

## Biographie
Sébastien Patrice, né le 7 avril 2000, est un escrimeur français pratiquant le sabre.Il est licencié au Cercle d’Escrime Orléanais et c’est à Marseille, dans le club de Gémenos, que Sébastien Patrice découvre l’escrime aux côtés de son frère ainé Jean-Philippe. Il a déjà 12 ans quand, après avoir essayé le football, il se laisse tenter par l’escrime et plus particulièrement par le sabre, une arme qui demande beaucoup d’explosivité. Détenteur de nombreux titres en junior, notamment celui de Vice-champion du monde en 2018, Sébastien Patrice intègre l’institut national du sport, de l'expertise et de la performance (INSEP), toujours avec son frère. 

## Carrière sportive
Jamais monté sur un podium international sénior, Patrice Sébastien, désormais bien installé dans le top 15 mondial, ouvre son compteur lors des Championnats d'Europe 2023 en Bulgarie avec une médaille de bronze individuelle et une médaille d’or par équipe. 
En juillet 2024, lors des JO d'été de Paris, il démocratise la technique dite de "L'oiseau", qui lui présente un taux de touche gagnant supérieur à 60%. Il décroche le bronze au sabre par équipe face à l'Iran, aux côtés de son frère, Jean-Philippe Patrice, Bolade Apithy et Maxime Pianfetti.

## Carrière professionnelle
À 23 ans, Sébastien Patrice intègre la police nationale en tant que « réserviste opérationnel » ainsi que l’Équipe police nationale pour pouvoir se préparer dans des conditions idéales pour les Jeux olympiques de Paris en 2024 et de Los Angeles en 2028,,.

## Palmarès
- Jeux Olympiques :
  -  Médaille de bronze au sabre par équipe aux Jeux olympiques de Paris 2024.
- Championnats d'Europe :
  -  Médaille de bronze au sabre individuel en 2023 à Plovdiv ;
  -  Médaille d'or au sabre par équipes en 2023 à Cracovie (dans le cadre des Jeux européens de 2023).

- Championnats de France :
  -  Médaille de bronze en 2022 ;
  -  Médaille d'or par équipes en 2022.
  -  Médaille d'or par équipes en 2023
  -  Médaille d'or par équipes en 2024

## Décorations
- Chevalier de l'ordre national du Mérite (2024)[6]